# Tmall
Tmall.com (кит. трад. 天 貓, упр. 天 猫, пиньинь Tiānmāo), ранее называвшийся Taobao Mall, представляет собой веб-сайт на китайском языке для онлайн-розничной торговли B2C, созданный на основе Taobao, работающий в Китае от Alibaba Group. Это платформа для местных китайских и международных компаний по продаже фирменных товаров потребителям в Большом Китае. По состоянию на февраль 2018 года у него более 500 миллионов активных пользователей в месяц. За последние несколько лет он открыл свои функции брендам не только для онлайн-продаж, но и для повышения узнаваемости бренда.

## История
Tmall.com был впервые представлен Taobao в апреле 2008 года как Taobao Mall (кит. трад. 淘寶商城, упр. 淘宝商城, пиньинь Táobǎo Shāngchéng), специализированная платформа B2C в рамках своего веб-сайта потребительской электронной коммерции. Ключевое различие между Tmall и Taobao в том, что Tmall - это платформа B2C, а Taobao - это C2C.
В ноябре 2010 года Taobao Mall запустил независимый веб-домен tmall.com, чтобы отличать списки продавцов, которые являются владельцами брендов или авторизованными дистрибьюторами, от продавцов Taobao C2C. Между тем, он запустил рекламную кампанию на сумму 30 миллионов долларов США, направленную на повышение узнаваемости бренда среди потребителей. Он также объявил о повышенном внимании к продуктовым вертикалям и улучшению покупательского опыта.
В июне 2011 года председатель и главный исполнительный директор Alibaba Group Джек Ма объявил о крупной реструктуризации Taobao по внутренней электронной почте. Он был реорганизован в три отдельные компании. В результате, Tmall.com стал независимым бизнесом в рамках Alibaba Group. Два других предприятия, появившихся в результате реорганизации, - это Taobao Marketplace (торговая площадка C2C) и eTao (поисковая система для покупок). Этот шаг был необходим для Taobao, чтобы «противостоять конкурентным угрозам, которые возникли за последние два года, в течение которых ландшафт Интернета и электронной коммерции кардинально изменился».
В октябре 2011 года Tmall.com пережил две последовательные волны онлайн-беспорядков, поскольку он значительно увеличил комиссию онлайн-продавцов. Плата за услуги увеличилась с 6000 юаней (940 долларов США) до 60 000 юаней (9400 долларов США) в год, а обязательный фиксированный депозит увеличился с 10 000 юаней (1570 долларов США) до 150 000 юаней (23 500 долларов США). Согласно Tmall.com, повышение цен было направлено на то, чтобы помочь отсеять продавцов, которые слишком часто являются источником подделок, некачественных товаров и плохого обслуживания клиентов. Магазины, получившие высшие оценки за обслуживание и качество от покупателей, а также за высокие объемы продаж, имеют право на частичный или полный возврат средств.
11 января 2012 года Tmall.com официально изменил свое китайское название на Tiān Māo (天 猫), китайское произношение Tmall, что буквально означает «небесный кот».
В первом квартале 2013 года Tmall занял 51,3% доли продаж онлайн-товаров на китайском рынке B2C.
В феврале 2014 года Alibaba запустила Tmall Global как международную торговую площадку, на которой иностранные бренды и продавцы могут продавать товары напрямую китайским потребителям. Трансграничная модель не требует, чтобы торговцы имели юридическое лица в Китае и не держали акции в стране. Некоторые из крупнейших флагманских магазинов на Tmall Global включают Costco из США и dm-drogerie markt из Германии.
После того, как генеральный менеджер Houston Rockets написал в Твиттере о Гонконге, Tmall удалил все элементы, связанные с организацией, со своих сайтов.

## Метрики
Tmall.com был зарегистрирован 17 октября 1997 года в компании Alibaba Cloud Computing (Beijing) Co., Ltd. В настоящее время Tmall представляет более 70 000 международных и китайских брендов от более чем 50 000 продавцов и обслуживает более 180 миллионов покупателей. Tmall.com занял первое место среди всех китайских веб-сайтов розничной торговли B2C в 2010 году с точки зрения объема транзакций с валовым объемом продаж 30 миллиардов юаней, что примерно в три раза больше, чем у ближайшего конкурента 360buy. Сайт занимает 47,6% рынка онлайн-торговли B2C в Китае, за ним следуют 360buy (16,2%) и Amazon.cn (4,8%).
По данным Alexa, по состоянию на июнь 2021 года Tmall.com был 3-м по посещаемости веб-сайтом в мире и 1-м по посещаемости веб-сайтом в Китае.

## Особенности
Alipay, платформа онлайн-платежей на основе эскроу-счёта, принадлежащая Alibaba Group, является предпочтительным платежным решением для транзакций на Tmall.com.
Как и на Taobao Marketplace, платформе электронной коммерции C2C в рамках Alibaba Group, покупатели и продавцы могут общаться перед покупкой через AliWangWang (кит. 阿里 旺旺, пиньинь ālǐ wàngwàng), ее проприетарную встроенную программу обмена мгновенными сообщениями. Среди китайских онлайн-покупателей стало привычкой разговаривать с продавцами или их службой поддержки клиентов через AliWangWang, чтобы узнать о товарах, участвовать в торгах и т. д. перед покупкой.
В отличие от онлайн-продаж на торговых площадках, таких как Amazon, для работы магазина Tmall требуется специализированная и преданная кросс-функциональная команда. Такая команда может быть нанята продавцом внутри компании или, как в большинстве случаев, управляется через сертифицированное агентство Tmall Partner («TP»), которое управляет магазином на постоянной основе от имени владельца магазина.

### Вьетнам
Alipay появилась во Вьетнаме в 2010 году с сетью до 21000 пользователей. Ant Financial надеется, что их сеть во Вьетнаме может помочь китайцам направляющимся во Вьетнам. В настоящее время во Вьетнаме для оплаты через Alipay вы можете использовать Davitrans – компанию, которая специализируется на покупках в Китае.